# Die Feuer von Troia
Die Feuer von Troia (englischer Originaltitel The Firebrand) ist ein Roman von Marion Zimmer Bradley, der 1987 erschien, und der den trojanischen Krieg aus der Sicht der hellsichtigen Kassandra schildert.

## Handlung
Obwohl Troja unter dem Schutz mächtiger Götter steht, machen die Flammen vor der Stadt nicht Halt. Dadurch verschieben sich die Kräfte und Königin Hekabe, selbst eine Amazone und Kriegerin, muss sich dem neuen Gesetz der Männer unterwerfen. Das heißt, Unterordnung, und für die Frauen, ihr Platz ist nun im Haus und am Herd.
Das Erbe und die Verantwortung für die Familie geht auf den Sohn über und nicht mehr auf die Tochter.
Die trojanische Königin Hekabe steht kurz vor der Geburt eines Kindes, als sie einen Traum hat, in dem sie sieht, wie ihr eigener Sohn Troia mittels einer Fackel entzündet. Als der Geburtstermin da ist, schenkt die Königin sowohl einem Jungen als auch einem Mädchen das Leben. Der Sohn bekommt den Namen Paris, die Tochter den Namen Kassandra.
Der Vater der Kinder, König Priamos, sorgt dafür, dass Paris unerkannt als Hirte aufwächst, während Kassandra am elterlichen Hof bleiben darf. König Priamos schenkt seiner Tochter nicht dieselbe Wertschätzung wie seinem Sohn. Dieser muss allerdings ohne die Privilegien, die ihm zustehen würden, in der Ferne aufwachsen, weil sein Vater, der König, das böse Omen fürchtet. Kassandra ist ebenso ahnungslos wie ihr Bruder Paris über die Rolle, die das Schicksal den Geschwistern zugedacht hat. Es stellt sich jedoch schon früh heraus, dass die Prinzessin eine ganz besondere Gabe hat, Kassandra kann in die Zukunft blicken.
Apollon ruft Kassandra zu sich, damit sie ihm als Priesterin diene. Die Prinzessin folgt dieser Aufforderung. Während dieser Zeit wird sie auch zu den Amazonen geschickt, bei denen sie in der Kampfkunst unterrichtet wird. Als Troia von den Achaiern belagert wird, ist das der Tod vieler Helden.
Inzwischen ist auch Paris nach Troia zurückgekehrt, siegt bei öffentlichen Wettspielen und wird als Sieger mit offenen Armen am Königshof empfangen – das böse Omen ignorierend. Paris, der sich unsterblich in die schöne Helena verliebt und die verheiratete Frau aus Sparta entführt, entfacht damit den Beginn des Trojanischen Krieges, der sich über viele Jahre hinzieht. Die Prinzessin hat starke Visionen, in denen sie den Untergang Troias voraussieht. Apollon sorgt jedoch dafür, dass niemand den Warnungen Kassandras Glauben schenkt. Dass Kassandra eine Frau ist spielt ihm dabei in die Hände.
Kassandra muss erkennen, dass sie auf verlorenem Posten steht und ihr ein Schicksal vorausbestimmt zu sein scheint, das so nicht abzusehen war.

## Bedeutung
Bradley, die mit ihren Nacherzählungen alter Mythen, Bekanntheit beim Leser erlangte, widmet sich hier dem Kampf um Troia und dem Untergang der Stadt. Die Autorin lässt das klassische Altertum in ihrem Werk wieder auferstehen. Diese Geschichte wurde seit Homer in immer wieder neuen Varianten erzählt. Der besondere Reiz der durch Zimmer Bradley erzählten Geschichte liegt darin, dass sie diese aus der Sicht Kassandras, und damit aus der Sicht einer Frau erzählt. So beinhaltet der Roman auch einen wichtigen Erzählstrang, der sich mit der Ablösung des Matriarchats durch das Patriarchat beschäftigt.
Die Autorin schildert vergangen Geglaubtes und gibt ihm eine aktuelle Bedeutung. So wirft sie die Frage auf, ob Achilleus wirklich ein ruhmreicher und ehrenhafter Krieger gewesen sei, denn das stand für Homer, und nicht nur für ihn, außer Frage. Was aber, so die Frage, sei ruhmreich und ehrenvoll an einem Mann, der Frau und Kind zurücklasse, um um des Ruhmes willen in den Krieg zu ziehen.

## Rezension
Die Cosmopolitan lobte: „Wiederum spannend bis zur letzten Zeile.“
Die Autorin Evanesca Feuerblut war der Ansicht, in diesem Buch, das aus Kassandras Sicht erzählt wird, bekomme der Leser „eine aufdringlich lebendige Sicht auf eine Zeit, die so anders ist als alles, was wir heute kennen“. Daraus folgend: „Troja aus weiblicher Sicht und für alle, die eine andere Sicht der Dinge lesen wollen, sehr zu empfehlen.“
Buchhändlerinnen verschiedener Verlage äußerten beispielsweise, „ein wunderbarer Schmöker […] bei dem die Sicht der starken Frauen“ im „Vordergrund“ steht. Oder auch: Faszinierender historischer Roman, der den sagenumwobenen Untergang Trojas noch einmal neu erzählt – mit veränderter Perspektive.

## Ausgaben
- Die Feuer von Troia. Krüger Verlag, Frankfurt 1988, ISBN 978-3-8105-2612-0.
- Die Feuer von Troia. Fischer-Taschenbuch-Verlag, Frankfurt 1990, ISBN 978-3-596-10287-7